# Lettere dal Sahara
Lettere dal Sahara è un film del 2006, diretto da Vittorio De Seta.

## Trama
La storia racconta le vicende di Assane, un ragazzo senegalese che naufraga da clandestino a Lampedusa. Assane prosegue il suo viaggio trovando lavori in nero a Firenze e poi a Torino.
Dopo aver trovato un lavoro regolare in fabbrica e ottenuto il permesso di soggiorno, si rende conto che l'unico modo per integrarsi è di rinunciare alla propria cultura.

## Riconoscimenti
Questo film è riconosciuto come d'interesse culturale nazionale dalla Direzione generale Cinema e audiovisivo del Ministero per i beni e le attività culturali e per il turismo italiano, in base alla delibera ministeriale del 21 gennaio 2000.